# Crossopriza sanaa
Crossopriza sanaa (лат.) — вид пауков-сенокосцев рода Crossopriza (Smeringopinae, Pholcidae). Распространён в Йемене. Назван по месту обнаружения (Sana’a; 15.350° N, 44.217° E).

## Описание
Мелкие пауки-сенокосцы, длина тела 4,2 мм, ширина карапакса 1,6 мм, длина ног до 3 см. Карапакс охристо-жёлтый, срединная ямка и задняя часть глазничной области светло-коричневые; стернум в основном тёмно-коричневый, латерально светлее; ноги охристо-жёлтые, без тёмных колец, с удлинёнными чёрными отметинами на бёдрах и голенях; брюшко бледно-серое, с несколькими нечёткими тёмными отметинами дорсально, вентрально с более тёмными отметинами у педицеля и у патуинных бородавок и тремя нечёткими продольными полосами за гонопором.
Биология не исследована.

## Систематика
Вид был впервые описан в 2022 году в ходе исследования разнообразия пауков Центральной Азии, проведённого немецким арахнологом Бернхардом Хубером (Bernhard Huber, Alexander Koenig Research Museum of Zoology, Бонн, Германия). Легко отличить от близких видов по деталям пальп самцов (прокурсус с сильным вентральным склеритом, дистальный бульбальный склерит с заострёнными дорсальным и вентральным кончиками и двумя пролатеральными апофизами) и гениталиями самок (срединный гребень образует букву «T»); от многих близких видов также по мужским хелицерам самцов (относительно небольшие апофизы направлены к срединной линии, латеральные отростки отсутствуют).